# Liberia Football Association
Die Liberia Football Association (LFA) ist das höchste Fußball-Organ in Liberia. Der Verband wurde 1936 gegründet und trat 1962 als Mitglied der FIFA und dem afrikanischen Fußballverband bei. Die LFA organisiert die nationale First Division (frühere Bezeichnung: Premier League) sowie die Nationalmannschaften der Herren und Frauen.